# Bloedbad van Rengat
Het bloedbad van Rengat (Indonesisch: Peristiwa 5 januari 1949) werd op 5 januari 1949 aangericht door het Koninklijk Nederlandsch-Indisch Leger in Rengat, Riau op Sumatra tijdens de Indonesische Onafhankelijkheidsoorlog. Na de verovering van de stad onderwierpen parachutisten van het Korps Speciale Troepen onder luitenant Rudy de Mey vermoedelijke TNI-militanten, ambtenaren en burgers aan plundering, verkrachting en standrechtelijke executie. Bij de landing, de derde in drie weken tijd, laat de commandant „ter verdrijving van de vermoeidheid” de paratroepen benzedrine tabletten innemen, een pepmiddel vergelijkbaar met speed dat ook tijdens de Tweede Wereldoorlog en de Vietnam Oorlog aan militairen werd verstrekt. Lichamen werden afgevoerd door de Indragiri-rivier.
Wegens het optreden werd een onderzoek ingesteld onder de verantwoordelijkheid van de Hoge Vertegenwoordiger van de Kroon (HVK). Mr. Antonius Hermanus Johannes Lovink, beter bekend als Tony Lovink (1902-1995). Hij had in mei 1949 Louis Beel opgevolgd en verdedigde het leger in de algemene termen die Generaal Spoor steeds had gebruikt: ‘ijzeren  discipline’,  ‘excessen’, niet generaliseren,  strenge  instructies. In juli 1949 had hij nog een inspectie in Zuid-Sulawesi uitgevoerd waar naar zijn waarneming ‘volmaakte  orde  en  rust’ heerste omdat terreur daar succesvol met terreur was vergolden. De actie door de paratroepen in Rengat omschreef hij daarentegen als een ‘slachtpartij’, welke ‘koud en zakelijk beschouwd weerzinwekkend…van wreedheid en ons de schrik  om  het  hart  doen  slaan  bij  de  gedachte,  dat  hetgeen  zich  hier  heeft  afgespeeld maatgevend zou zijn voor het optreden van onze troepen’.

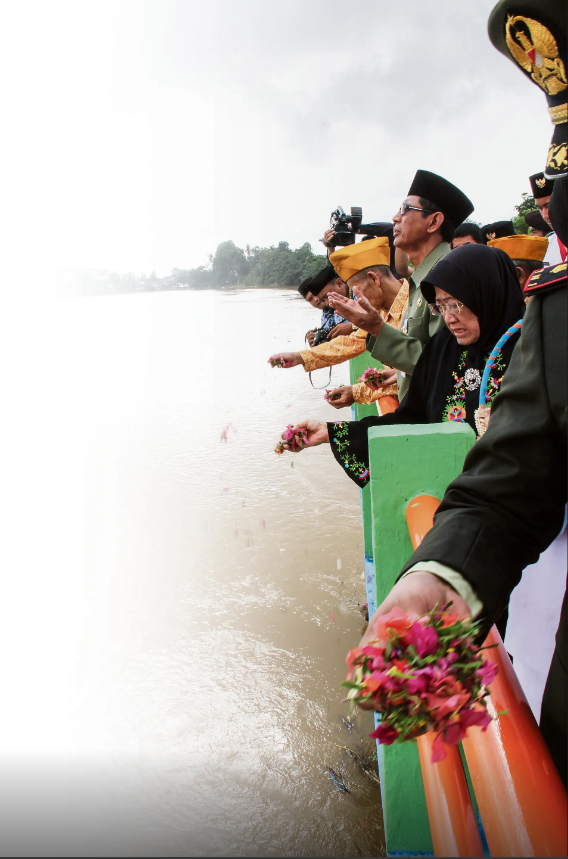
Herdenking Peristiwa Rengat 5 december 2016 (Foto Anne-Lot Hoek)

## Dodental
Schattingen en traceerbaarheid van het dodental van het bloedbad in Rengat variëren aanzienlijk tussen bronnen.  
In 1968 vertelde Indië-veteraan Joop Hueting in de Volkskrant en bij de actualiteitenrubriek Achter het Nieuws over zijn ervaringen. Hij sprak van oorlogsmisdaden. Er werd in de Tweede Kamer over gesproken. Joop den Uyl vroeg om een parlementaire enquete. Het werd een archiefonderzoek onder leiding van Cees Fasseur. Hieruit kwam in 1969 de Nederlandse Excessennota voort.
In deze nota, die aan Rengat  enkele alinea’s wijdt, staat de volgende conclusie:
"Door ongelukkige samenloop van omstandigheden hebben de dag der bezetting van Rengat en omgeving een aantal personen uit de burgerbevolking het leven gelaten, welk aantal ongeveer 80 bedraagt, doch door partijdige berichtgevers schromelijk wordt overdreven”. Ook waren er 30 combattanten omgekomen.
Dit getal van 80 komt sinds 1969 consequent voor in Nederlandse officiële verklaringen.
Pas in 2013, komt er een nieuw dodenaantal, via  de Stichting Comité Nederlandse Ereschulden, naar buiten. Ditmaal van 2.600 (2.000 in Rengat en 600 in Likrit), inclusief een aantal van 120 doden uit het Nationaal Archief,  beiden afkomstig van de plaatselijke historicus S.E Susilowadi.  In 2015 kondigt Stichting Comité Nederlandse Ereschulden (KUKB) de start van hun onderzoek op Sumatra aan. Ook Rasman Wads en diens vriend Himron Saheman hebben het in hun boeken over 2.000 doden zo bleek in februari 2016.
In februari 2016 gaat Anne-Lot Hoek ook naar Rengat. Daar staat een herdenkingsmonument op locatie met een dodental van 1.500 en ook 186 slachtoffers bij naam. In Nederland was dit nog niet bij een breder publiek bekend. Ze spreekt getuigen ter plekke en doet onderzoek in het Nationaal Archief waaruit de volgende nieuwe slachtoffer aantallen naar voren komen, met bronnen uit 1949:
- De officier van justitie van Riouw hield het op 120 doden, waarna hij het aantal slachtoffers toch verder terugbracht tot "ongeveer 80" in zijn conclusie.

- Er bleek een niet eerder bekende namenlijst van 120 ‘gesneuvelde burgers’ te bestaan. Op die lijst kwamen 27 gedode politieagenten voor, onder wie veel oud-KNIL-militairen, sommigen met een lange staat van Nederlandse dienst.

- De Nederlandse Resident M.D. Voors het optreden in een persoonlijk gesprek met de officier „meer dan misdadig”. Er zouden 400 personen „volkomen willekeurig” en van „achter hun schrijftafels, zijn vermoord”.

- In een artikel uit een Chinese krant uit 1949 wordt over een slachtoffer aantal van meer dan 1000 gesproken

Op basis van een vergelijking tussen die 186 namen op het monument en de nieuwe informatie uit het archief kon toen een minimum aantal individuele slachtoffers van ten minste 270 worden onderbouwd.

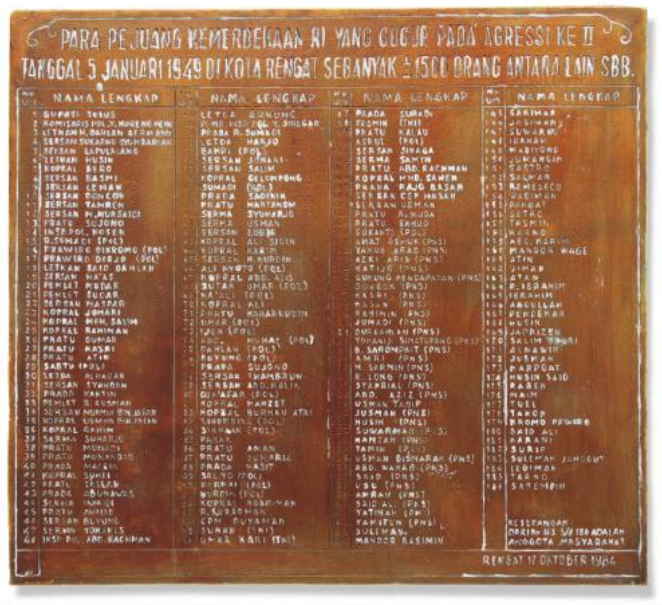
Lijst met namen op het monument in Rengat (Foto Anne-Lot Hoek, 2016)

In februari 2016 maakte ze over haar onderzoek het NRC artikel ‘Ook op Sumatra richtte Nederland een Bloedbad aan’ en de Reporter radio rapportage ‘het Bloedbad van Rengat’. In Indonesië werd het dat onderzoek meermaals opgepikt. 
Mensenrechtenadvocate Liesbeth  Zegveld, noemde de gebeurtenissen uit dit nieuwe onderzoek in een reactie 'van dezelfde orde van grootte als Rawagede en de moordpartijen op Zuid-Sulawesi'.
In september 2016 publiceerde Hoek nog een tweeluik over Rengat in Inside Indonesia.
In oktober 2016 voegde Rémy Limpach nog een inschatting van djaksa Perhimpoena van 500 slachtoffers als extra bron toe aan bovengenoemde lijst.
Eind 2016 startte mensenrechten advocate Liesbeth Zegveld een zaak tegen de staat en reisde zelf ook voor het eerst af naar Rengat. Ze maakte daar een radio reportage over voor NPO Radio 1 waaruit geen nieuwe slachtoffer aantallen naar voren kwamen.. In April 2017 was Rengat opnieuw onderwerp van gesprek bij EenVandaag.

## Schadevergoeding
Anne-Lot Hoek publiceerde in februari 2016 een tweede artikel in NRC Handelsblad, waarin Liesbeth Zegveld, bekend van de rechtszaken tegen de Nederlandse staat over de massamoorden op Zuid-Celebes (Sulawesi) en Java (bloedbad van Rawagede) aankondigt dat zij de nabestaanden van de slachtoffers indien nodig zou bijstaan in rechtszaken. Jeffrey Pondaag, voorzitter van stichting Comité Nederlandse Ereschulden (KUKB) stelde: “Dit zijn Nederlandse burgers die zijn vermoord”.
Eind 2016 werd door hen een zaak ingediend bij de Nederlandse staat. Een van de gesneuvelde was de vader van de befaamde auteur Chairil Anwar. Zijn zus probeerde tevergeefs schadevergoeding te krijgen voor de dood op hun vader. De zaak werd verworpen omdat de overheid zich op verjaring beriep.
Wel werd in mei 2017 aan een van de weduwen uit kampong Skip in Rengat, wier man politieman was en geëxecuteerd werd, door de Nederlandse staat een schadevergoeding van 20.000 Euro uitgekeerd. Zo'n vergoeding werd alleen toegekend als aangetoond kon worden dat iemand door Nederlandse militairen geëxecuteerd is in een actie „van vergelijkbare ernst en aard als Rawagede en Zuid-Sulawesi”. Zo’n bedrag van 20,000 Euro was sinds 2013 maar een keer eerder uitgekeerd.